# Showgirl: The Greatest Hits Tour
Showgirl: The Greatest Hits Tour je koncertna turneja australske pjevačice Kylie Minogue. Minogue je trebala nastupati i u Australiji i Aziji tijekom turneje, ali bila prisiljena da otkaže turneju kad joj je dijagnosticiran rak dojke. Nastavila je turneju – preimenovanu u Showgirl: The Homecoming Tour – 11. studenog 2006. godine, nastupajući u stadijunu Sydney Entertainment Centre, s promijenjenim popisom pjesama i noim kostimima. Ocijenjeno je da je Minogue na turneji zaradila preko 19.9 milijuna američkih dolara.

## Popis pjesama
- "Otvaranje"

Akt 1: Showgirl
- "Better the Devil You Know"
- "In Your Eyes"
- "Giving You Up"
- "On a Night Like This"

Akt 2: Smiley-Kylie
- "Shocked (sadrži dijelove iz: "Do You Dare?", "It's No Secret", "Give Me Just A Little More Time", "Keep On Pumpin' It" and "What Kind of Fool (Heard All That Before)")
- "What Do I Have to Do?(sadrži dijelove iz Over Dreaming (Over You))"
- "Spinning Around" (sadrži dijelove iz "Step Back in Time" zajedno s elementima od "Finally", i "Such a Good Feeling")

Akt 3: Denial
- "In Denial" (s muškima okalima od Neila Tennanta)
- "Je Ne Sais Pas Pourquoi"
- "Confide in Me"

Akt 4: What Kylie Wants, Kylie Gets (Što Kylie želi, to Kylie dobije)
- "Red Blooded Woman" / "Where the Wild Roses Grow"
- "Slow"
- "Please Stay"

Akt 5: Dreams (Snovi)
- "Over the Rainbow"
- "Come Into My World"
- "Chocolate"
- "I Believe in You"
- "Dreams"

Akt 6: Kyliesque
- "Hand on Your Heart"
- "The Loco-Motion"
- "I Should Be So Lucky"
- "Your Disco Needs You"

Akt 7: Minx in Space
- "Put Yourself in My Place"
- "Can't Get You Out of My Head"

Encore
- "Especially for You"
- "Love at First Sight"

## Datumi koncerata
| Datum             | Grad       | Država     | Stadijun                           |
| ----------------- | ---------- | ---------- | ---------------------------------- |
| Europa            |            |            |                                    |
| 19. ožujka 2005.  | Glasgow    | Škotska    | Scottish Exhibition and Conference |
| 20. ožujka 2005.  | Glasgow    | Škotska    | Scottish Exhibition and Conference |
| 22. ožujka 2005.  | Glasgow    | Škotska    | Scottish Exhibition and Conference |
| 23. ožujka 2005.  | Glasgow    | Škotska    | Scottish Exhibition and Conference |
| 24. ožujka 2005.  | Glasgow    | Škotska    | Scottish Exhibition and Conference |
| 26. ožujka 2005.  | Pariz      | Francuska  | Le Zénith                          |
| 27. ožujka 2005.  | Rotterdam  | Nizozemska | The Ahoy                           |
| 28. ožujka 2005.  | Antwerpen  | Belgija    | Sportpaleis Merksem                |
| 30. ožujka 2005.  | Beč        | Austrija   | Wiener Stadthalle                  |
| 31. ožujka 2005.  | München    | Njemačka   | Olympiahalle                       |
| 1. travnja 2005.  | Basel      | Švicarska  | St. Jakobshalle                    |
| 3. travnja 2005.  | Aalborg    | Danska     | Gigantium                          |
| 4. travnja 2005.  | Hamburg    | Njemačka   | Color Line Arena                   |
| 5. travnja 2005.  | Köln       | Njemačka   | Kölnarena                          |
| 7. travnja 2005.  | Dublin     | Irska      | The Point                          |
| 8. travnja 2005.  | Dublin     | Irska      | The Point                          |
| 9. travnja 2005.  | Dublin     | Irska      | The Point                          |
| 11. travnja 2005. | Dublin     | Irska      | The Point                          |
| 12. travnja 2005. | Dublin     | Irska      | The Point                          |
| 15. travnja 2005. | Birmingham | Engleska   | LG Arena                           |
| 16. travnja 2005. | Birmingham | Engleska   | LG Arena                           |
| 17. travnja 2005. | Birmingham | Engleska   | LG Arena                           |
| 19. travnja 2005. | Birmingham | Engleska   | LG Arena                           |
| 20. travnja 2005. | Birmingham | Engleska   | LG Arena                           |
| 21. travnja 2005. | Birmingham | Engleska   | LG Arena                           |
| 23. travnja 2005. | Manchester | Engleska   | Manchester Evening News Arena      |
| 24. travnja 2005. | Manchester | Engleska   | Manchester Evening News Arena      |
| 26. travnja 2005. | Manchester | Engleska   | Manchester Evening News Arena      |
| 27. travnja 2005. | Manchester | Engleska   | Manchester Evening News Arena      |
| 28. travnja 2005. | Manchester | Engleska   | Manchester Evening News Arena      |
| 30. travnja 2005. | London     | Engleska   | Earls Court                        |
| 1. svibnja 2005.  | London     | Engleska   | Earls Court                        |
| 2. svibnja 2005.  | London     | Engleska   | Earls Court                        |
| 4. svibnja 2005.  | London     | Engleska   | Earls Court                        |
| 5. svibnja 2005.  | London     | Engleska   | Earls Court                        |
| 6. svibnja 2005.  | London     | Engleska   | Earls Court                        |
| 7. svibnja 2005.  | London     | Engleska   | Earls Court                        |

## Prikazivanje i snimanje
Minoguein nastup u Londonu 6. svibnja 2005. snimljen je za DVD izdanje. Nastup je objavljen na DVD-u i Universal Media Discu 28. studenog 2005. Na DVD su također scene  "Iza zavjesa", dokumentarni film, screensaveri ekskluzivne fotografije.
DVD je završio na 26. mjestu australske godišnje top ljestvice 2005. godine. Dobio je platinastu certifikaciju u Ujedinjenom Kraljevstvu i 4 puta platinastu certifikaciju u Australiji 2006. godine. Kylie Showgirl je nominiran za "Najbolji glazbeni DVD" na dodjeli australskih ARIA nagrada 2006. godine, ali je izgubio od Eskimo Joe.
12. prosinca 2005. godine, Minogue je izdala digitalni EP s osam pjesama snimljenih u Londonu tijekom turneje Showgirl - The Greatest Hits Tour.

## Impresum
Režija: Russel Thomas

Glavni producent: Bill Lord, Kylie Minogue i Terry Blamey

Producent: Philippa R. Pettett

Stvaralački redatelj: William Baker i Alan MacDonald

Glazbeni producent: Steve Anderson

Koreografija: Michael Rooney i Raphael Bonachella

Dizajn kostima: John Galliano, Karl Lagerfeld za Chanel Couture, Julien MacDonald, Ed Meadham i Gareth Pugh

Cipele : Manolo Blahnik

Nakit: Bvlgari

Šeširi: Stephen Jones

Stilist kose: Karen Alder

## Vanjske poveznice
- "2005 Showgirl - The Greatest Hits Tour"  Arhivirana inačica izvorne stranice od 3. srpnja 2008. (Wayback Machine)
- SHOWGIRL 2005  Arhivirana inačica izvorne stranice od 20. rujna 2008. (Wayback Machine)
- Kylie Minogue SHOW GIRL the Greatest Hits tour – 2005  Arhivirana inačica izvorne stranice od 21. rujna 2009. (Wayback Machine)